# César Auguste Paulin Méry
César Auguste Paulin Méry (także: dit Paulin-Méry, ur. 14 czerwca 1860 w Villiers-sur-Tholon, zm. 25 stycznia 1913 w Paryżu) – francuski polityk konserwatywno-narodowy, deputowany do Zgromadzenia Narodowego, lekarz, radiolog. Był deputowanym z departamentu Sekwana w następujących trzech kadencjach: od 6 października 1889 do 14 października 1893, od 20 sierpnia 1893 do 31 maja 1898 i od 8 maja 1898 do 31 maja 1902 (5., 6. i 7. legislatura).

## Życiorys

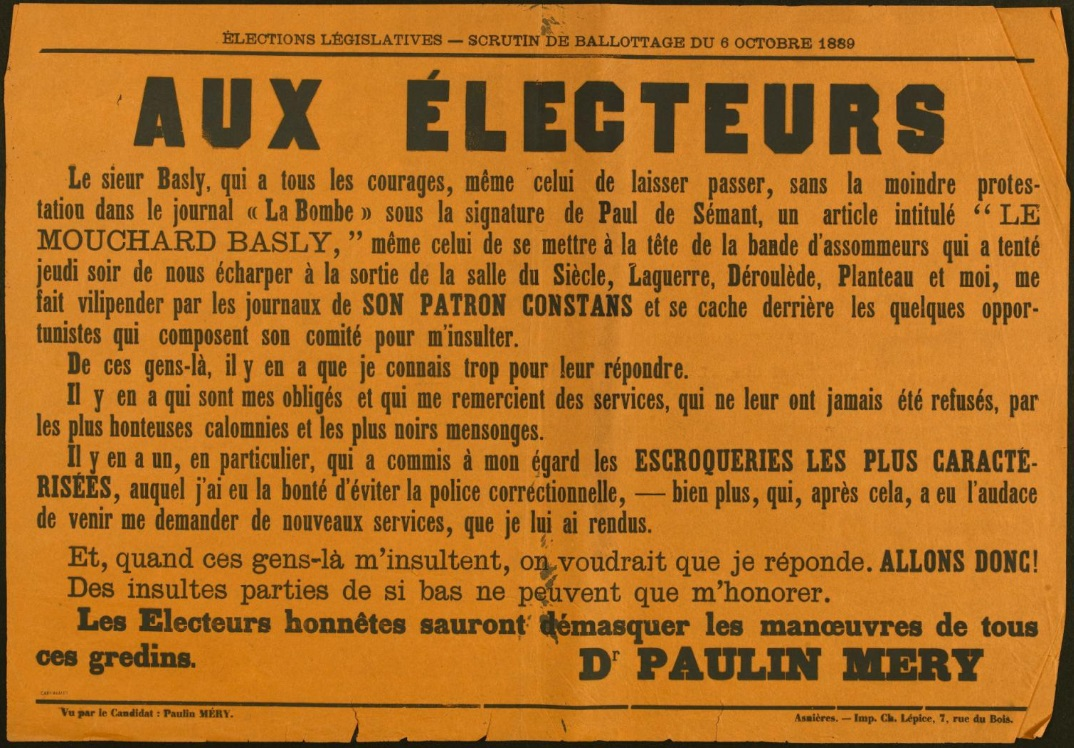
Afisz Paulina Méry z 1889

Był doktorem medycyny, publikował w kilku czasopismach medycznych. Potem redagował artykuły polityczne w Le Réveil du XIIIe arrondissement, Rive Gauche, La France révisionniste, Le Patriote de l'Yonne. Uczestniczył w tworzeniu Ligi Patriotów w Déroulède i przewodniczył jej sekcji w 13. dzielnicy Paryża. Brał znaczący udział w kampanii bulanżystów w latach 1887–1889, w szczególności atakując Julesa Ferry'ego, wybranego na Prezydenta Republiki. 
6 października 1889, w drugiej turze wyborów parlamentarnych, został wybrany na deputowanego do Zgromadzenia Narodowego z 13. dzielnicy Paryża (5806 głosów). Jego wybór został unieważniony 16 grudnia 1889, ale został ponownie wybrany 16 lutego 1890 (5707 głosów). W 1893 uzyskał mandat po raz drugi (6035 głosów). Został wybrany po raz trzeci 8 maja 1898 (8940 głosów). Zwyciężał zwykle z socjalistami i republikanami. W 1902, 1906 i 1910 przegrał z Ferdinandem Buissonem (odpowiednio: 7747 głosy przeciw 8468, 7764 głosy przeciw 8887,  i 7378 głosy przeciw 8204).
Podczas swej ostatniej kadencji należał do ugrupowania nacjonalistycznego. Szczególnie zainteresowany był problemami kolejarzy i żołnierzy kolonialnych, jak również zagadnieniami finansowania gmin i urzędów.
Jest pochowany na paryskim Cmentarzu Gentilly.